# Schmidts Bewährung
Schmidts Bewährung (englischer Originaltitel: Schmidt Delivered) ist ein Roman des amerikanischen Schriftstellers Louis Begley. Er erschien im Jahr 2000 beim New Yorker Verlag Alfred A. Knopf. Die deutsche Übersetzung von Christa Krüger publizierte der Suhrkamp Verlag im Folgejahr. In Schmidts Bewährung setzt Begley die Geschichte des pensionierten Rechtsanwalts Albert Schmidt aus dem Roman Schmidt (Originaltitel: About Schmidt, 1996) fort.

## Inhalt
Zwei Jahre nach dem Tod seiner Frau und seiner Pensionierung als Rechtsanwalt lebt Albert Schmidt noch immer mit seiner jungen Geliebten Carrie in seinem großen Haus in den Hamptons. Carrie hat ihren Job als Kellnerin an den Nagel gehängt und mit der Unterstützung Schmidts ein Studium am College aufgenommen. Seinen Heiratsanträgen erteilt sie jedoch regelmäßig eine Abfuhr. Abgesehen vom Umgang mit der deutlich jüngeren Frau und seinem alten Freund Gil Blackman, einem bekannten Filmregisseur, hat der alternde Schmidt kaum noch soziale Kontakte. So fühlt er sich geschmeichelt, als sich Blackmans Produzent Michael Mansour, ein ägyptischstämmiger Jude und Selfmade-Milliardär mit großem Selbstbewusstsein und künstlerischen Ambitionen, um seine Bekanntschaft bemüht, auch wenn dessen Interesse mindestens ebenso sehr der attraktiven Carrie gilt wie ihm selbst.
Mit Genugtuung nimmt Schmidt wahr, dass die vor zwei Jahren geschlossene Ehe seiner undankbaren Tochter Charlotte mit Jon Riker, dem verabscheuten Sozius aus Schmidts ehemaliger Kanzlei Wood & King, in Scherben liegt. Beide Ehepartner gehen fremd, und Jon Riker hat zu allem Überfluss vertrauliche Dokumente aus der Anwaltspraxis an seine Geliebte weitergegeben, woraufhin er hochkant aus der Kanzlei fliegt. Als Renata Riker, Jons ebenso verabscheute Mutter wie geschickte Psychotherapeutin, versucht, Schmidts brüske Ablehnung ihres Sohnes zu erweichen und die Ehe der Kinder zu retten, fragt sie ihn, ob er sich nie etwas habe zuschulden kommen lassen. Zwar erinnert sich Schmidt gleich an eine ganze Reihe von Verfehlungen in seinem Leben, doch leugnet er jeden Fehltritt, hat er sich doch im Unterschied zu seinem Schwiegersohn niemals erwischen lassen.
Mehr Sorgen bereitet ihm, dass Mansour seiner Freundin ganz unverhohlen nachstellt und gar eine Million Dollar für den Geschlechtsverkehr bietet. Schmidt hält dagegen und bietet ihr dieselbe Summe, wenn sie sich von dem Milliardär fernhält. Doch in Wahrheit ist es nicht Mansour, der Schmidt seine junge Geliebte abspenstig macht, sondern dessen Leibwächter Jason. Er ist ein Mann in Carries Alter und aus Carries Milieu, und mit ihm scheint ihr, anders als mit dem alten Schmidtie, eine dauerhafte Zukunft möglich. Als Schmidt realisiert, dass er seine Freundin verloren hat, ist er zu allen Zugeständnissen bereit, um sie weiter um sich zu haben. So ziehen Jason und Carrie in sein Poolhouse ein, und selbst bei ihrem geplanten Bootsverleih, bei dem auch Carries Ex-Freund Bryan wieder mitmischt, unterstützt er sie finanziell. Schließlich wird Carrie schwanger und Jason freut sich auf seine Vaterschaft, obwohl auch Schmidt als Vater des Kindes in Betracht käme.
Ein letztes Geschenk Carries an ihren ehemaligen Geliebten ist eine Siamkatze, mit der Schmidt nun allein in seinem Haus lebt. Da bietet ihm Mansour die dringend benötigte Lebensaufgabe, als er ihn zum Geschäftsführer seiner Stiftung ernennt, einer Einrichtung, die geschickt soziale Unterstützung mit marktwirtschaftlicher Lobbyarbeit in postkommunistischen Ländern verbindet. Auf einer Europareise im Auftrag Mansours kommt es zu einer unerwarteten Begegnung mit Charlotte, die sich mit ihrem Ehemann ausgesöhnt hat und von dessen neuer Anstellung berichtet. In einem klärenden Gespräch vereinbaren Vater und Tochter, einander zu nehmen, wie sie sind. Nach der Begegnung verharrt Schmidt unschlüssig vor der Tür einer Frau, mit der er sich verabredet hat.

## Interpretation
Schmidts Bewährung ist laut Janet Maslin kein Buch, in dem viel passiert. Es beschreibt minutiös den Alltag des pensionierten Rechtsanwalts Alfred Schmidt, das so arm an herausragenden Ereignissen ist, dass der Erwerb eines Kätzchens zum emotionalen Höhepunkt wird. Das Buch schließt nahtlos an seinen vier Jahre zuvor erschienenen Vorgänger Schmidt an und stellt den Figuren die Quittung für ihr damaliges Handeln aus. Dabei entwickelt sich zu Beginn alles zu Schmidts Gunsten: nachdem er sich zum Ende des Vorgängerromans seinen beiden Nebenbuhlern um die Gunst Carries entledigt hat, lebt das ungleiche Paar zwei Jahre lang in unbeschwertem Glück. Die Ehe seiner undankbaren Tochter hingegen droht zu scheitern und ihr Ehemann Jon Riker hat durch den Verrat von Frau und Kanzlei sämtliche Vorurteile Schmidts bestätigt. Doch bald liegt auch ein Schatten auf Schmidts Beziehung zu Carrie, und er zweifelt daran, sie dauerhaft halten zu können. Laut Hubert Spiegel scheint es, als könne Schmidt selbst nicht länger an die märchenhafte Entwicklung seines Lebens glauben.
Derjenige, der zuerst den Zweifel sät, ist Michael Mansour. Die Figur des neureichen Milliardärs gehört einer sozialen Schicht an, die Begley in seinen Romanen bislang ausgespart hat und die auf Christa Krüger in ihrer Sentimentalität und ihrem Machtbewusstsein so komisch wie bedrohlich wirkt. Janet Maslin beschreibt ihn als einen Deus ex machina in der vom sozialen Status besessenen Welt Schmidts. Er ist darauf versessen, den Ruheständler zu seinem Schoßtier zu dressieren, und Schmidt erkennt, dass er den Milliardär in derselben Art amüsiert wie Zwerge den spanischen Hof zu Zeiten eines Velázquez. Elmar Krekeler formuliert: „Mansour manipuliert so lange an Schmidts Leben herum, bis es und er sich zum Guten wenden.“ Schmidt, der mit der Ungebundenheit seines Ruhestands nicht zurechtgekommen ist, tut laut Günter Ohnemus am Ende „wieder das, was er am besten kann: er arbeitet.“ Wobei es eine besondere Ironie sei, dass er dies für eine philanthropische Stiftung tut: Ohne enge soziale Bindungen habe er in der Philanthropie „wenigstens Blickkontakt zum Rest der Menschheit.“
Schmidts Freund Gil Blackman spricht an einer Stelle aus, dass die amerikanische Oberschicht das Talent verloren habe, Kinder großzuziehen. Dafür ist Schmidts Tochter Charlotte laut Krekeler ein Musterbeispiel. Wie ein „menschlicher Bumerang“ kehre in ihr der Egoismus, mit dem ihr Vater sie großgezogen habe, zurück. Immerhin kommt es am Ende des Romans zu einer Art Deal zwischen Vater und Tochter, einem per Handschlag geschlossenen Vertrag, sich zu nehmen, wie man sei. Auch das Verhältnis mit seiner Geliebten Carrie wendet sich in ein väterliches, und auch mit ihr schließt Schmidt, der als ehemaliger Anwalt nicht aus seiner Haut kann, am Ende einen Vertrag. Mansour und Schmidt haben um die junge Frau geboten, doch den Zuschlag erhält ein Dritter, mit dem sie auf Dauer leben will. Die Million allerdings, die Schmidt ihr auszahlt, obwohl er sie nicht halten konnte, will sie nicht mit ihrem zukünftigen Ehemann teilen. Immerhin eins hat sie laut Martin Lüdke von Schmidt gelernt: an sich selbst zu denken.
Daphne Merkin sieht in Schmidts Bewährung einen modernen Sittenroman in der Tradition Jane Austens oder Elizabeth Bowens, an dessen Ende man nicht sagen könne, ob er gut ende oder ob das dünne Eis unter Schmidts Füßen in Zukunft brechen wird. Lüdke formuliert: „Man kann Schmidts Bewährung mit Vergnügen lesen, ohne den Schrecken wahrzunehmen, der sich hinter jeder Zeile verbirgt.“ Ohnemus sieht in der Kälte und Distanziertheit, die Schmidt umgeben, seinem Stil und seiner Haltung, eine „Maske, die einen davor bewahrt, dass man wieder zum Opfer wird.“ Und so sei auch der deutsche Name der Figur kein Zufall, sondern verweise auf Begleys eigene Vergangenheit als verfolgter Jude im vom Deutschen Reich besetzten Polen. Auch in den Figuren des Schriftstellerehepaares Canning, die Mansour zu einem Abendessen einlädt, sieht Christa Krüger Louis Begley selbst und seine Frau Anka Muhlstein gespiegelt. Das Ende, als Schmidt unschlüssig vor der Tür einer Frau steht, sei eine Anspielung auf Edith Whartons Roman Zeit der Unschuld. Wie bereits im Vorgänger ist es ein offenes Ende, das eine weitere Fortsetzung andeutet, die ein Jahrzehnt später mit Schmidts Einsicht (Schmidt Steps Back, 2012) auch erschienen ist.

## Ausgaben
- Louis Begley: Schmidt Delivered. Alfred Knopf, New York 2000, ISBN 0-375-41088-0.
- Louis Begley: Schmidts Bewährung. Aus dem Amerikanischen von Christa Krüger. Suhrkamp, Frankfurt am Main 2001, ISBN 3-518-41227-2.